# Bretagne Classic 2018
La 82.ª edición de la clásica ciclista Bretagne Classic (oficialmente: Bretagne Classic - Ouest-France) se celebró en Francia el 26 de agosto de 2018 sobre un recorrido de 256,9 kilómetros por los alrededores de la región de Bretaña, con inicio y llegada en la ciudad de Plouay.
La carrera formó parte del UCI WorldTour 2018, siendo la trigésima segunda competición del calendario de máxima categoría mundial y fue ganada por el ciclista belga Oliver Naesen del equipo Ag2r La Mondiale. El podio lo completaron, en segundo lugar el danés Michael Valgren del Astana y en tercer lugar el belga Tim Wellens del Lotto Soudal.

## Recorrido
Para esta edición, la Bretagne Classic se dirigió de Plouay a Plumelec y la cota de Cadoudal, que se cruzó una segunda vez después de una vuelta hacia el Golfo de Morbihan. En total, la Bretagne Classic se extendió en 242,2 km en línea más una vuelta a un circuito de 14,7 km para un recorrido total de 256,9 kilómetros.

## Equipos participantes
Tomaron parte en la carrera 25 equipos: 18 de categoría UCI WorldTour 2018 invitados por la organización; 7 de categoría Profesional Continental. Formando así un pelotón de 173 ciclistas de los que terminaron 75. Los equipos participantes fueron:
| WorldTeams (18)- UAE Team Emirates - EF Education First-Drapac p/b Cannondale - Groupama-FDJ - Astana - Lotto NL-Jumbo - BMC Racing Team - Bahrain-Merida - Bora-Hansgrohe - Dimension Data - Lotto Soudal - Movistar Team - Quick-Step Floors - Mitchelton-Scott - Katusha-Alpecin - Sky - AG2R La Mondiale - Team Sunweb - Trek-Segafredo Equipos continentales profesionales (7)- Direct Énergie - Vital Concept - Fortuneo-Samsic - Cofidis, Solutions Crédits - Wilier Triestina-Selle Italia - Wanty-Groupe Gobert - Delko-Marseille Provence-KTM |
| |

## Clasificaciones finales
Las clasificaciones finalizaron de la siguiente forma:

### Clasificación general
| \| Clasificación general \| Clasificación general \| Clasificación general \| Clasificación general \| Clasificación general \| \| Ciclista \| Ciclista \| Equipo \| Tiempo \| \| \| --------------------- \| --------------------- \| --------------------- \| --------------------- \| --------------------- \| \| 1.º \| Oliver Naesen \| AG2R La Mondiale \| 6 h 16 min 34 s \| \| \| 2.º \| Michael Valgren \| Astana \| + 0 s \| \| \| 3.º \| Tim Wellens \| Lotto-Soudal \| + 3 s \| \| \| 4.º \| Michael Matthews \| Team Sunweb \| + 1 min 13 s \| \| \| 5.º \| Ruben Guerreiro \| Trek-Segafredo \| + 1 min 13 s \| \| \| 6.º \| Zdeněk Štybar \| Quick-Step Floors \| + 1 min 13 s \| \| \| 7.º \| Olivier Le Gac \| Groupama-FDJ \| + 1 min 15 s \| \| \| 8.º \| Valentin Madouas \| Groupama-FDJ \| + 1 min 17 s \| \| \| 9.º \| Benoît Cosnefroy \| AG2R La Mondiale \| + 1 min 18 s \| \| \| 10.º \| Fabio Jakobsen \| Quick-Step Floors \| + 1 min 24 s \| \| \| 11.º \| Alexander Kristoff \| UAE Team Emirates \| + 1 min 24 s \| \| \| 12.º \| Amund Grøndahl Jansen \| LottoNL-Jumbo \| + 1 min 24 s \| \| \| 13.º \| John Degenkolb \| Trek-Segafredo \| + 1 min 24 s \| \| \| 14.º \| Hugo Houle \| Astana \| + 1 min 24 s \| \| \| 15.º \| Dion Smith \| Wanty-Groupe Gobert \| + 1 min 24 s \| \| |                       |                     |                 |
| |                       |                     |                 |
| Fuente: ProCyclingStats |                       |                     |                 |
| Clasificación general |                       |                     |                 |
| Ciclista | Ciclista              | Equipo              | Tiempo          |
| 1.º | Oliver Naesen         | AG2R La Mondiale    | 6 h 16 min 34 s |
| 2.º | Michael Valgren       | Astana              | + 0 s           |
| 3.º | Tim Wellens           | Lotto-Soudal        | + 3 s           |
| 4.º | Michael Matthews      | Team Sunweb         | + 1 min 13 s    |
| 5.º | Ruben Guerreiro       | Trek-Segafredo      | + 1 min 13 s    |
| 6.º | Zdeněk Štybar         | Quick-Step Floors   | + 1 min 13 s    |
| 7.º | Olivier Le Gac        | Groupama-FDJ        | + 1 min 15 s    |
| 8.º | Valentin Madouas      | Groupama-FDJ        | + 1 min 17 s    |
| 9.º | Benoît Cosnefroy      | AG2R La Mondiale    | + 1 min 18 s    |
| 10.º | Fabio Jakobsen        | Quick-Step Floors   | + 1 min 24 s    |
| 11.º | Alexander Kristoff    | UAE Team Emirates   | + 1 min 24 s    |
| 12.º | Amund Grøndahl Jansen | LottoNL-Jumbo       | + 1 min 24 s    |
| 13.º | John Degenkolb        | Trek-Segafredo      | + 1 min 24 s    |
| 14.º | Hugo Houle            | Astana              | + 1 min 24 s    |
| 15.º | Dion Smith            | Wanty-Groupe Gobert | + 1 min 24 s    |

## UCI World Ranking
La Bretagne Classic otorga puntos para el UCI WorldTour 2018 y el UCI World Ranking, este último para corredores de los equipos en las categorías UCI WorldTeam, Profesional Continental y Equipos Continentales. La siguiente tabla muestra el baremo de puntuación y los 10 corredores que obtuvieron puntos:
| Posición              | 1.º | 2.º | 3.º | 4.º | 5.º | 6.º | 7.º | 8.º | 9.º | 10.º | 11.º | 12.º | 13.º | 14.º | 15.º | 16.º-20.º | 21.º-30.º | 31.º-50.º | 51.º-55.º | 56.º-60.º |
| Clasificación general | 400 | 320 | 260 | 220 | 180 | 140 | 120 | 100 | 80  | 68   | 56   | 48   | 40   | 32   | 28   | 24        | 16        | 8         | 4         | 2         |

| Clasificación |                  |                   |        |
| Posición      | Ciclista         | Equipo            | Puntos |
| ------------- | ---------------- | ----------------- | ------ |
| 1.º           | Oliver Naesen    | Ag2r La Mondiale  | 400    |
| 2.º           | Michael Valgren  | Astana            | 320    |
| 3.º           | Tim Wellens      | Lotto Soudal      | 260    |
| 4.º           | Michael Matthews | Sunweb            | 220    |
| 5.º           | Ruben Guerreiro  | Trek-Segafredo    | 180    |
| 6.º           | Zdeněk Štybar    | Quick-Step Floors | 140    |
| 7.º           | Olivier Le Gac   | Groupama-FDJ      | 120    |
| 8.º           | Valentin Madouas | Groupama-FDJ      | 100    |
| 9.º           | Benoît Cosnefroy | Ag2r La Mondiale  | 80     |
| 10.º          | Fabio Jakobsen   | Quick-Step Floors | 68     |